# Joan Pellicer Llauradó
Joan Pellicer Llauradó (Reus, 25 de maig de 1822 - 15 d'agost de 1890) va ser un periodista i administratiu català.
De família humil, només va cursar les primeres lletres, però de forma autodidacta va arribar a tenir una sòlida cultura, freqüentant biblioteques d'ateneus reusencs. Afiliat al Partit Republicà Federal, va tenir un paper important a la Revolució de Setembre i va ser tresorer de la Junta Revolucionària de Reus. Va col·laborar amb articles teòrics en favor del republicanisme al diari La Redención del Pueblo, impulsat pel periodista Güell i Mercader i portaveu oficiós de la Junta Revolucionària. El 1869, per la seva filiació política, va ser nomenat secretari municipal, càrrec amb el que defensà l'adveniment de la Primera República. Després, amb el retorn de la monarquia amb Amadeu I i Alfons XII, va moderar la seva ideologia i va mantenir el càrrec de secretari municipal fins al 1890, any de la seva mort.